# Salon des Solidarités et des Métiers de l'Humanitaire
Le Salon des Solidarités et des Métiers de l'Humanitaire (dit le SOLIWAY) est une biennale de la Cité de la Solidarité Internationale, destinée aux métiers de l'humanitaire, portée par Annemasse Agglo.
Le salon est réalisé en partenariat avec l’Institut Bioforce dans le cadre du dispositif « le Tour de France de l’Humanitaire ».

## Portée du Salon des Solidarités et des Métiers de l'Humanitaire
Le Salon des Métiers de l’Humanitaire (renommé "Salon des Solidarités et des Métiers de l'Humanitaire") a lieu tous les deux ans et rayonne grâce à la présence d’une cinquantaine de grandes organisations non-gouvernementales (ONG) de la Genève internationale, d’organisations internationales (OI), de centres de formations et de prestataires de porteurs de projet en solidarité internationale.
Cette manifestation s’adresse au public désireux de s’impliquer dans la solidarité internationale (étudiants, bénévoles, en recherche d’emplois, professionnels etc.) et accueille environ 3000 visiteurs venus de toute la France et de Suisse romande.
Il s’organise sur deux jours (en week-end) autour d’un programme d’ateliers, de conférences et de table-rondes. L’Institut Bioforce propose un programme pour les deux journées et assure l’accueil ainsi qu’une centaine d’entretiens individuels. Un ensemble d’offres d’emplois-stages est proposé au public et les ONG exposantes ont la possibilité de présenter leur structure lors de différentes actions (conférences, « Rendez-vous », stand, exposition).
Le Salon des Solidarités et des Métiers de l’Humanitaire est dénommé Soliway, qui devient le nouveau nom donné à cet événement phare que le Grand Genève a créé pour affirmer sa position complémentaire vis-à-vis de la Genève internationale.

## Organisation
Depuis 2008, année de création de la Cité de la solidarité internationale à Annemasse, le Salon des métiers de l’humanitaire a lieu tous les deux ans et permet la rencontre entre les professionnels de la solidarité internationale et les jeunes intéressés par ces métiers ; ONG et organismes de formation étant les principaux participants du salon. 
La quatrième édition est planifiée pour les 29 et 30 novembre 2014 à la salle Martin Luther King au cœur du Grand Genève en Suisse et à Annemasse (Haute-Savoie) en France.
La 8ème édition du Soliway, qui est l'unique salon des solidarités et des métiers de l'humanitaire en France et en Suisse, et organisé par la Cité de la Solidarité Internationale, se tient les 17 et 18 novembre 2023 au complexe Martin Luther King à Annemasse.
La 9ème édition du Soliway est programmée les vendredi 14 et samedi 15 novembre 2025 au Grand Genève.

## Organisateurs
Le Salon des Solidarités et des Métiers de l'Humanitaire est organisé par la Cité de la Solidarité Internationale et porté par la communauté d'agglomération Annemasse Agglo, par ailleurs financé par la région française Rhône-Alpes (puis Auvergne-Rhône-Alpes) et soutenu par le Ministère des Affaires Étrangères.